# Teatr im. Wojciecha Bogusławskiego w Warszawie
Teatr im. Wojciecha Bogusławskiego w Warszawie – teatr eksperymentalny działający w Warszawie w latach 1921–1926.

## Opis
Teatr został założony w 1921 przez Bolesława Gorczyńskiego, który został jego pierwszym dyrektorem i kierownikiem artystycznym. Teatr działał od 11 listopada 1921 do 2 września 1923 a następnie od 11 września 1924 do 29 lipca 1926 w odbudowanym budynku Teatru Nowości przy ulicy Hipotecznej. W latach 1924–26 dyrektorami teatru byli Leon Schiller i Aleksander Zelwerowicz. Współpracowali z Wilamem Horzycą, który został sekretarzem artystycznym i dramaturgiem teatru. Za inscenizacje odpowiali Wincenty Drabik, Andrzej Pronaszko i jego brat Zbigniew Pronaszko. Wśród aktorów znaleźli się m.in. Irena Solska i Karol Adwentowicz.
Przedstawieniem inaugurującym działalność teatru była Podróż po Warszawie Feliksa Schobera. W teatrze wystawiono również m.in.:
- Intryga i miłość – Friedrich Schiller
- Opowieść zimowa – William Szekspir
- Jak wam się podoba – William Szekspir
- Róża – Stefan Żeromski
- Kniaź Potiomkin – Tadeusz Miciński
- Achilleis – Stanisław Wyspiański

W 1926 teatr zamknięto ze względów ekonomicznych.